# Сликарски приручник
Сликарски приручник представља упутства која су углавном саставили уметници који садржи објашњења о техничким, иконографским или естетским проблемима сликарства. Од средњовековних сликарских приручника посебан значај има Schedula divesarum artium Теофила Пресвитера из 12. века који садржи рецептуре и савете за уметнике. Од касносредњовековних и нововековних аутора сликарских приручника посебно треба издвојити А. Гадија Ченинија (око 1370 – око 1440), затим Леонбатисту Албертија, Леонарда да Винчија и Албрехта Дирера. Од времена ренесансе све више места заузима познавање пропорција и перспективе. До 19. века велики значај за православну цркву имала је сликарска књига са Атоса. За кинеско сликарство био је значајан приручник Башта семена горчице. И савремени уметници су често писали дела која се могу убројати у сликарске приручнике али су они у тим делима углавном износили и своје поимање сликарства и уметности уопште па их је тешко разликовати од уметничких манифеста. 

## Сликарски приручник за израду боја
Сликарски приручник за израду боја садржи рецепте за израду боја за сликање које су се користиле у сликарству.

### Историјат
Најстарији познат рецепт те врсте сачуван је од Теофраста са Лезбоса из III века пре нове ере, једног од енциклопедиста античког света. Касније, остали енциклопедисти настављају ову праксу, па тако Плиније у својој Historia naturalis даје податке о приручницима ове врсте и бележи упутства својих савременика за израду боја. Витрувије у свом делу De architectura указује на везе техничких поступака римских и грчких уметника, док је Дискорид у спису De materia Medica забележио поступак за израду боја и мастила.
Из Средњег века је сачуван приличан број упутстава за израду мастила, која су укључена у приручнике за разне сликарске технике. Међу тим приручницима на Западу нарочито се истичу рукопис Schedula diversarum artium монаха Теофила и Trattato della pittura Cennino Cennini-ja из XIV века.
Рецепти у тим приручницима нису увек били оригинални већ су често водили порекло из грчких и римских извора. Тако поменути монах Теофил наводи да се у његовом делу Schedula diversarum artium налазе разне врсте боја и њихове мешавине непознате Грцима. У зборнику Speculum majus Вицента из Бовеа налазе се упутства позајмљена од Плинија. За рукопис Anonimus–са из Луке се сматра да је као и други латински приручници грчког порекла. Исто порекло се приписује и приручнику византијског писца Хераклија. Док су прве две књиге тога приручника из X века, трећа књига је додата у XII-XIII веку. У тој књизи налазе се чак рецепти Плинија и Витрувија.
Треба напоменути да је данашњим конзерваторима и рестаураторима потребно познавање хемијског састава материјала за писање и сликање ради њиховог конзерваторско-рестаураторског рада.